# Холл, Ирма
Ирма П. Холл (англ. Irma P. Hall, род. 3 июня 1935) — американская актриса.

## Биография
Холл родилась в Бомонте, штат Техас, но выросла в Чикаго, штат Иллинойс. Она работала учителем в Далласе, штат Техас, а после работы публицистом у актёра Реймонда Сен-Жака решила стать актрисой, начав карьеру на местной сцене. В 36-летнем возрасте она дебютировала на экране с ролью в независимом фильме «Книга чисел». Два последующих десятилетия она играла роли горничных, учителей или медсестер на телевидении и в кино.
Прорывом в карьере Холл стала роль в фильме 1996 года «Семейное дело», которая принесла ей премию Ассоциации кинокритиков Чикаго. С тех пор она добилась успеха играя роли властных матриархов в таких фильмах как «Нечего терять», «Мистер Сталь» и «Пища для души». Как ведущая актриса, Холл наиболее известна благодаря роли в фильме 2004 года «Игры джентльменов», которая принесла ей приз жюри Каннского кинофестиваля.
В 2004 году Холл попала в серьёзную автомобильную аварию в Чикаго. Ей была проведена срочная операция на открытом сердце, вскоре после чего она вернулась к работе. С 2001 года она постоянно живёт в Далласе, штат Техас. В последние годы она играла в сериалах «Закон и порядок: Специальный корпус», «Игра» и «Старость — не радость», а также в фильмах «Знакомство с Браунами», «Плохой лейтенант» и «Машина Джейн Мэнсфилд».

## Частичная фильмография
- Раздвоение личности (1982)
- Кадриль (1987)
- Меня все ещё путают с Брюсом (1987)
- Огненный вихрь (1991)
- Разговор начистоту (1992)
- Бэйб был только один (1992)
- Деньги, деньги, ещё деньги (1992)
- Семейное дело (1996)
- Бадди (1997)
- Нечего терять (1997)
- Мистер Сталь (1997)
- Пища для души (1997)
- Полночь в саду добра и зла (1997)
- Любимая (1998)
- Целитель Адамс (1998)
- Жизнь по наклонной (1999)
- Плохая компания (2001)
- Не отпускай (2002)
- Неожиданная любовь (2003)
- Игры джентльменов (2004)
- Соучастник (2004)
- Знакомство с Браунами (2008)
- Не столкнись со звёздами (2008)
- Дождь (2008)
- Плохой лейтенант (2009)
- Мой сын, мой сын, что ты наделал (2009)
- Сезон ураганов (2009)
- Три слепых праведника (2011)
- Машина Джейн Мэнсфилд (2012)
- Замена игры (2012)